# Coplanariteit
In de meetkunde heten punten of lijnen in de ruimte coplanair, als ze in hetzelfde vlak in die ruimte liggen. Drie punten zijn bijvoorbeeld altijd coplanair, evenals twee elkaar snijdende of evenwijdige rechten.
Vectoren in een vectorruimte zijn coplanair als hun eindpunten en de oorsprong coplanair zijn. Voor meer vectoren komt dit er op neer dat zij lineair afhankelijk zijn. 
Moleculen kunnen coplanair zijn, maar het komt niet al te vaak voor. Benzeen en het ion carbonaat zijn vlak.